# فرانك رولاند
فرانك رولاند (1 مارس 1892 في أستراليا - 25 فبراير 1957) (بالإنجليزية: Frank Rowland)‏ هو لاعب كريكت أسترالي.

## وصلات خارجية
- فرانك رولاند على موقع إي آس بي آن كريك إنفو (الإنجليزية)